# Boulevard Jean-Jaurès (Clichy)
Pour les articles homonymes, voir Boulevard Jean-Jaurès.
Le boulevard Jean-Jaurès est une voie publique de la commune de Clichy, dans le département français des Hauts-de-Seine.

## Situation et accès

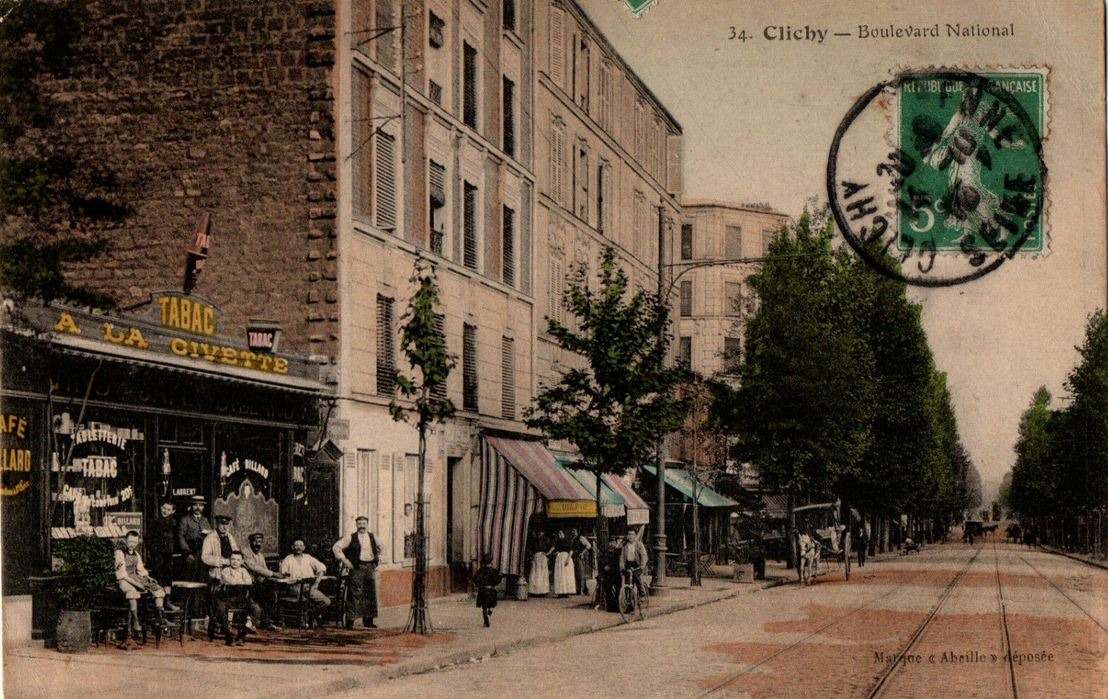
Le boulevard National, aujourd'hui boulevard Jean-Jaurès.

Le boulevard Jean-Jaurès (route départementale 911) fait partie d’un itinéraire structurant du département des Hauts-de-Seine reliant la zone portuaire de Gennevilliers et l’autoroute A86, au nord-ouest, au boulevard périphérique de Paris (porte de Clichy) au sud-est. Le boulevard prolonge le pont de Clichy qui franchit la Seine en limite nord-ouest de la commune, les franchissements alternatifs du fleuve les plus proches étant situés à environ 900 m. La RD 911 est classée route à grande circulation par le décret n° 2009-615 du 3 juin 2009 modifié.
Partant du nord, il passe le carrefour de la rue Pierre-Bérégovoy et de la rue d'Estienne-d'Orves, puis laisse la rue du Landy sur sa gauche. Plus loin, au niveau de la place du Marché, il traverse le carrefour de la rue de Neuilly et de la rue Villeneuve, puis croise la rue Charles-et-René-Auffray, et ensuite la rue Henri-Barbusse avant de se terminer à la limite de Paris.

## Origine du nom
Le nom de la voie fait référence à Jean Jaurès (1859-1914), homme politique socialiste français.

## Historique
Cette voie commerçante s'appelait autrefois « boulevard Saint-Vincent-de-Paul », puis « boulevard National » en 1880, avant de prendre son nom actuel le 2 août 1925.

## Bâtiments remarquables et lieux de mémoire

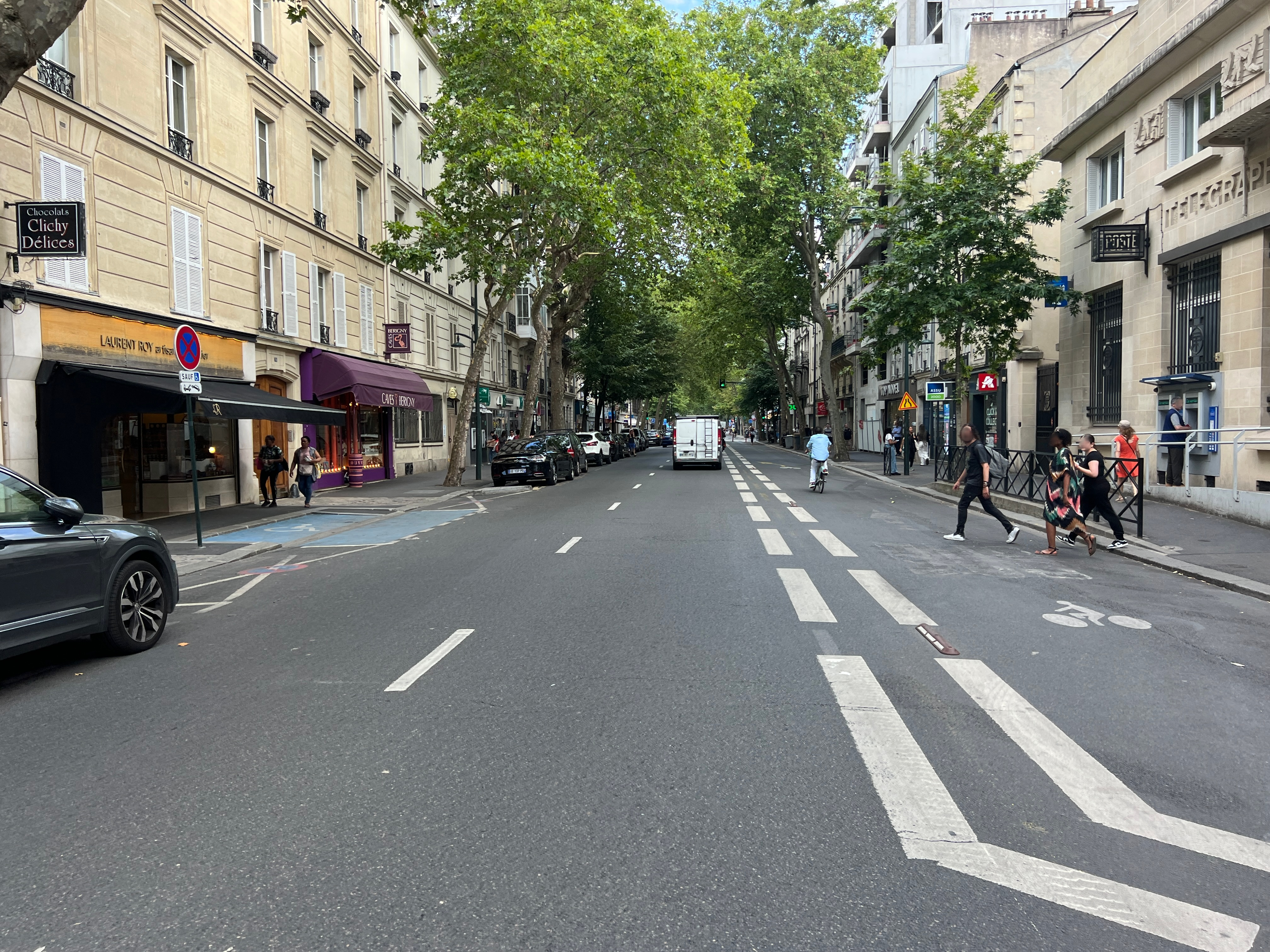
Le boulevard en juillet 2023.

- Église Saint-Médard de Clichy, remontant au XIIIe siècle.
- Hôtel de ville de Clichy, inauguré en 1878 puis agrandi en 1907.
- Quelques immeubles d'habitation datant du début du XXe siècle[5],[6].
- Emplacement de l'ancienne cristallerie Maës.